# Santo Tomás (Neuquén)
Santo Tomás es una localidad argentina del departamento Collón Curá en la provincia del Neuquén. 

## Población
Contó con 311 pobladores, lo que representó un incremento del 7,9% frente a los 238 habitantes (Indec, 2001) del censo anterior. La población se compuso de 172 varones y 139 mujeres, lo que arrojó un índice de masculinidad del 123.74%. En tanto, las viviendas pasaron a ser 127.
Según el censo 2022 se conoció una población dentro de la comisión de fomento de 427 habitantes y 184 viviendas.Además, el censo dio a conocer datos de su composición poblacional (192 hombres 187 mujeres), población urbana sin población rural dispersa o localidades dispersas en el municipio (379) densidad y área urbana.
| Gráfica de evolución demográfica de Santo Tomás entre 1991 y 2022 |
|                                                                   |
| Fuente: Censos nacionales del INDEC                               |